# Bonfinópolis
Bonfinópolis is een gemeente in de Braziliaanse deelstaat Goiás. De gemeente telt 7.336 inwoners (schatting 2009).

## Verkeer en vervoer
De plaats ligt aan de weg BR-457/GO-010.